# 221908 Agastrophus
221908 Agastrophus este o planetă minoră (asteroid) din Asteroid troian al lui Jupiter. A fost descoperită pe 21 august 2008 la Sternwarte Ependes⁠(d) de Peter Kocher. 
Obiectul prezintă o orbită caracterizată de o semiaxă mare de 5,1089843065119 UAi, o excentricitate de 0,064, o înclinație de 7,3 ° în raport cu ecliptica.